# Renault Type D, Type E e Type G
Le Type D, Type E e Type G sono tre piccole autovetture prodotte nel 1901 dalla Casa francese Renault.

## Type D
Nasce sul telaio della Type C ulteriormente allungato. Fu la prima Renault a montare lo sterzo sul lato destro. Fu prodotta nel solo anno 1901. Della Type C riprese anche il motore, vale a dire il monocilindrico da 450 cm³, portato però a 4 CV di potenza massima.

## Type E
Condivide lo stesso pianale della Type D, ma monta un nuovo motore De Dion da 1230 cm³ in grado di sviluppare 9 CV di potenza massima.

## Type G

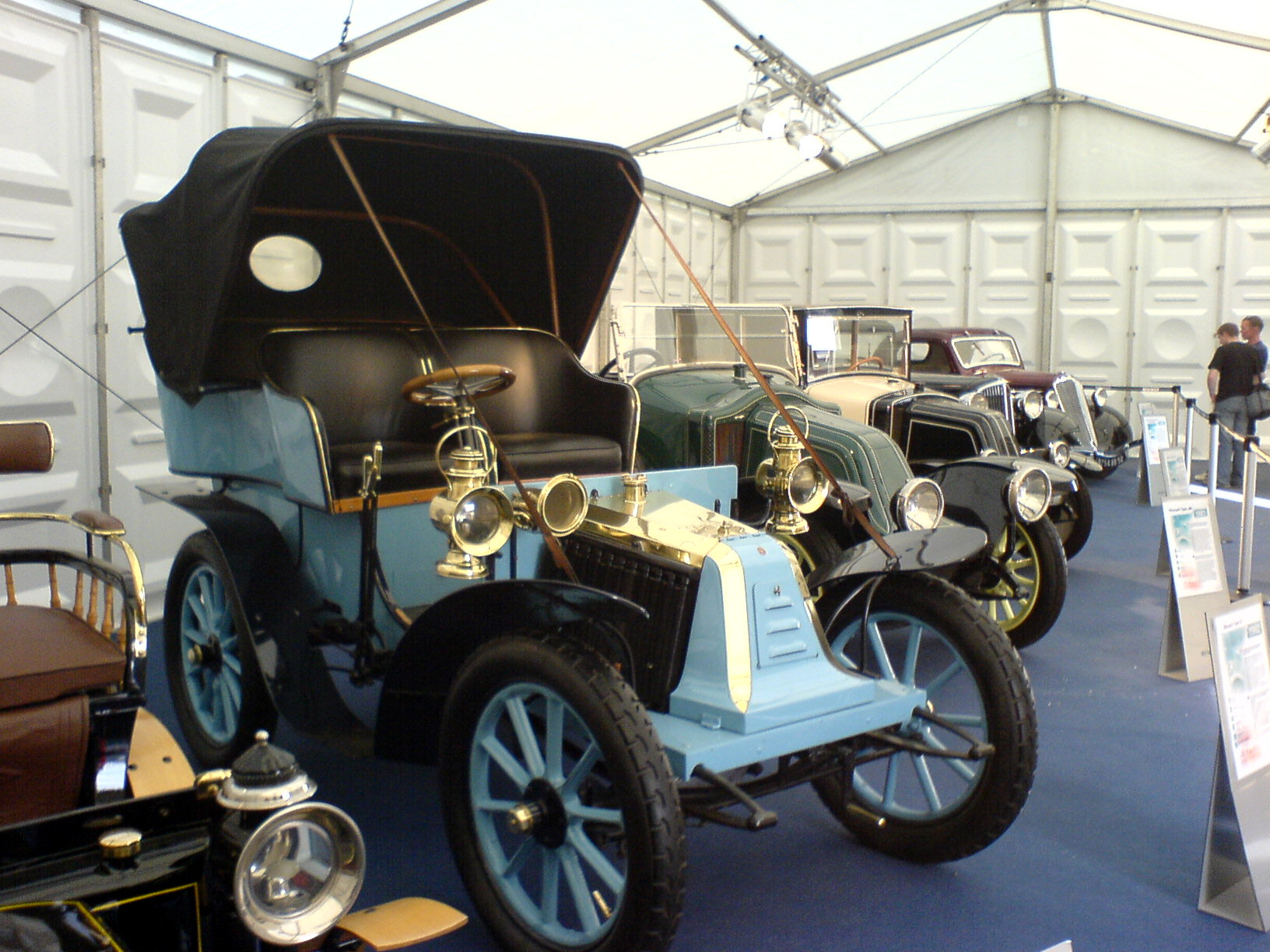
Renault Type G

Anch'essa condivide il pianale della Type D, ma monta un nuovo motore, sempre monocilindrico, sempre di origine De Dion, ma da 860 cm³, in grado di erogare una potenza massima di 6 CV.